# Баранівка (Червенський район)
Баранівка (біл. вёска Баранаўка) — село в складі Червенського району Мінської області, Білорусь. Село підпорядковане Лядівській сільській раді, розташоване в центральній частині області.